# Audiotex
Audiotex es un sistema de transmisión electrónica de contenidos informativos basado en comunicaciones telefónicas. El servicio fue bastante exitoso en Estados Unidos a principios de los 90; de hecho, en 1993 se calcula que alrededor de 120 diarios de ese país contaban con este sistema. 
Estos diarios publicaban listas de servicios telefónicos que permitían a los lectores conocer últimos movimientos económicos en el mercado bursátil, resultados deportivos o información vinculada al ocio como horarios de espectáculos, datos sobre restaurantes, etc. Eran los propios usuarios quienes se comunicaban telefónicamente. Una locución les ofrecía las diferentes opciones de navegación y ellos elegían la opción numérica a través de las teclas del teléfono. Se necesitaba estar suscrito a este servicio para recibir las informaciones.
Una de las principales ventajas del audiotex es que su infraestructura es barata y poco complicada. Solo se requiere uno o dos ordenadores personales con un disco duro de alrededor de 500 megabytes y una conexión telefónica que permita manejar un centenar de llamadas simultáneas, aunque eso depende del volumen del servicio. Además hace falta un aparato grabador y reproductor que permita al periódico registrar sus propios mensajes.
Dado el éxito que tuvieron estas iniciativas de empresas periodísticas, varias compañías telefónicas estadounidenses empezaron a utilizar también este sistema. Empezaron a ofrecer servicios como anuncios de páginas amarillas, espectáculos, noticias o telecompra.
En Europa se utilizó de forma diferente a como se hacía en Estados Unidos. Mientras allí muchos servicios eran gratuitos, en Europa la mayoría eran de pago, por cada minuto que el usuario escuchaba las noticias. Los principales servicios de audiotex que se ofrecían eran informativos, sobre todo del mundo financiero y deportes. 
Cuando nació el audiotex tenía como objetivo ofrecer a los clientes un servicio de información a través del teléfono móvil, pero con el paso del tiempo este objetivo se fue deformando. A partir de 1994, la utilización de este servicio entró en decadencia ante el avance de Internet.

## Audiotex en España
El Audiotex comenzó su andadura en España en 1988 a partir de la Ley de Ordenación de las Telecomunicaciones. Durante los primeros años este sistema comenzó a evolucionar, pero no fue hasta el año 1992 cuando se implantó definitivamente gracias a Telefónica. La empresa permitió la mejora de la comunicación entre los usuarios vía teléfono y con ello una facturación que superó los 1000 millones de pesetas de la época, superando a sus principales competidores.
En países como España y Portugal el servicio de audiotex se convirtió en muchas ocasiones en party-lines y chat-lines, con fuerte componente erótico.
- Datos: Q758897